# Anagrus ensifer
Anagrus ensifer är en stekelart som beskrevs av Debauche 1948. Anagrus ensifer ingår i släktet Anagrus och familjen dvärgsteklar. Arten är reproducerande i Sverige. Inga underarter finns listade i Catalogue of Life.